# Vinje
Vinje est une commune de Norvège, située dans le comté (fylke) du Telemark. Elle borde les communes de Nore et Uvdal au nord, Tinn et Seljord à l'est, Suldal, Odda et Ullensvang à l'ouest.
Vinje est la seule commune norvégienne qui borde quatre comtés (fylker).

## Démographie
Vinje compte 3 684 habitants au 1er janvier 2007.

## Géographie
Vinje s'étend sur 3 117 km2. Son point culminant est Nupsegga (1 674 m).
Une partie de la commune fait partie du parc national de Hardangervidda.

## Administration
Le maire de Vinje est Arne Vinje[Quand ?] (SV - Extrême Gauche)[à vérifier].

## Économie
Le principal employeur de Vinje est la mairie. Près de 40 % de la population active travaille pour l'administration.

## Personnages célèbres nés à Vinje
- Aasmund Olavsson Vinje, écrivain pionnier du landsmål
- Aslaug Vaa, écrivaine, poétesse et dramaturge
- Tarjei Vesaas (1897-1970), écrivain